# YTN Group

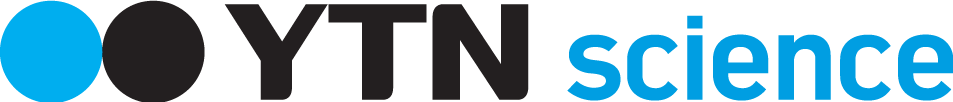
Logo da YTN

YTN Group é um conglomerado sul coreano que atua em diversos ramos de telecomunicações.

## Subsidiarias
- YTN
- YTN International
- Science TV
- YTN Weather Channel (Julho de 2011~)
- YTN DMB
- YTN Radio
- YTN Digital
- N Seoul Tower